# Taekwondo vid olympiska sommarspelen 2012
De olympiska tävlingarna 2012 i taekwondo avgjordes mellan den 8 och 11 augusti 2012 i London i Storbritannien.

## Medaljsammanfattning

### Damer
| Gren            | Guld                      | Guld                      | Silver                         | Silver                         | Brons                           | Brons                           |
| --------------- | ------------------------- | ------------------------- | ------------------------------ | ------------------------------ | ------------------------------- | ------------------------------- |
| 49 kg detaljer  | Wu Jingyu Kina            | Wu Jingyu Kina            | Brigitte Yagüe Spanien         | Brigitte Yagüe Spanien         | Chanatip Sonkham Thailand       | Chanatip Sonkham Thailand       |
| 49 kg detaljer  | Wu Jingyu Kina            | Wu Jingyu Kina            | Brigitte Yagüe Spanien         | Brigitte Yagüe Spanien         | Lucija Zaninović Kroatien       |                                 |
| 57 kg detaljer  | Jade Jones Storbritannien | Jade Jones Storbritannien | Hou Yuzhuo Kina                | Hou Yuzhuo Kina                | Marlène Harnois Frankrike       | Marlène Harnois Frankrike       |
| 57 kg detaljer  | Jade Jones Storbritannien | Jade Jones Storbritannien | Hou Yuzhuo Kina                | Hou Yuzhuo Kina                | Tseng Li-cheng Kinesiska Taipei |                                 |
| 67 kg detaljer  | Hwang Kyung-seon Sydkorea | Hwang Kyung-seon Sydkorea | Nur Tatar Turkiet              | Nur Tatar Turkiet              | Paige McPherson USA             | Paige McPherson USA             |
| 67 kg detaljer  | Hwang Kyung-seon Sydkorea | Hwang Kyung-seon Sydkorea | Nur Tatar Turkiet              | Nur Tatar Turkiet              | Helena Fromm Tyskland           |                                 |
| +67 kg detaljer | Milica Mandić Serbien     | Milica Mandić Serbien     | Anne-Caroline Graffe Frankrike | Anne-Caroline Graffe Frankrike | Anastasia Baryshnikova Ryssland | Anastasia Baryshnikova Ryssland |
| +67 kg detaljer | Milica Mandić Serbien     | Milica Mandić Serbien     | Anne-Caroline Graffe Frankrike | Anne-Caroline Graffe Frankrike | María Espinoza Mexiko           |                                 |

### Herrar
| Gren            | Guld                           | Guld                           | Silver                        | Silver                        | Brons                          | Brons                          |
| --------------- | ------------------------------ | ------------------------------ | ----------------------------- | ----------------------------- | ------------------------------ | ------------------------------ |
| 58 kg detaljer  | Joel González Spanien          | Joel González Spanien          | Lee Dae-hoon Sydkorea         | Lee Dae-hoon Sydkorea         | Aleksej Denisenko Ryssland     | Aleksej Denisenko Ryssland     |
| 58 kg detaljer  | Joel González Spanien          | Joel González Spanien          | Lee Dae-hoon Sydkorea         | Lee Dae-hoon Sydkorea         | Óscar Muñoz Colombia           |                                |
| 68 kg detaljer  | Servet Tazegül Turkiet         | Servet Tazegül Turkiet         | Mohammad Bagheri Motamed Iran | Mohammad Bagheri Motamed Iran | Terrence Jennings USA          | Terrence Jennings USA          |
| 68 kg detaljer  | Servet Tazegül Turkiet         | Servet Tazegül Turkiet         | Mohammad Bagheri Motamed Iran | Mohammad Bagheri Motamed Iran | Rohullah Nikpai Afghanistan    |                                |
| 80 kg detaljer  | Sebastián Crismanich Argentina | Sebastián Crismanich Argentina | Nicolás García Spanien        | Nicolás García Spanien        | Lutalo Muhammad Storbritannien | Lutalo Muhammad Storbritannien |
| 80 kg detaljer  | Sebastián Crismanich Argentina | Sebastián Crismanich Argentina | Nicolás García Spanien        | Nicolás García Spanien        | Mauro Sarmiento Italien        |                                |
| +80 kg detaljer | Carlo Molfetta Italien         | Carlo Molfetta Italien         | Anthony Obame Gabon           | Anthony Obame Gabon           | Robelis Despaigne Kuba         | Robelis Despaigne Kuba         |
| +80 kg detaljer | Carlo Molfetta Italien         | Carlo Molfetta Italien         | Anthony Obame Gabon           | Anthony Obame Gabon           | Liu Xiaobo Kina                |                                |

Denna tabell: visa • redigera